# Verbena gracilescens
Verbena gracilescens — вид трав'янистих рослин родини Вербенові (Verbenaceae), поширений у пд. Бразилії, пн. Аргентині, Болівії, Парагваї, Уругваї.
V. gracilescens є поширеним і рясним видом. Характеризується тим, що виробляє відносно короткі (в основному 5–15 см), дуже тонкі колоски з віддаленими плодами, що простягаються до основи або майже так (по суті без плодоніжок). Суцвіття розгалужене, але часто неправильне. Стебла є розгалуженими, іноді лежачими й укоріненими у вузлах і голими або дуже розріджено жорстко дрібно волосистими вздовж кутів. Квітки дуже дрібні (чашечки 1.2–1.5 мм), а листки різко зубчасті й часто тридольні, особливо прикореневі.

## Поширення
Поширений у пд. Бразилії, пн. Аргентині, Болівії, Парагваї, Уругваї.